# Arenaria armerina
Arenaria armerina là loài thực vật có hoa thuộc họ Cẩm chướng. Loài này được Bory mô tả khoa học đầu tiên năm 1820.